# Милутин Пајевић
Милутин Пајевић (Цетиње, 11. новембар 1920 — 28. децембар 1992) био је југословенски фудбалер и тренер.

## Биографија
Фудбалску каријеру почео је играњем у екипи Црногорца (Цетиње) у коме је већ са 15 година постао првотимац 1935. године, а кад се преселио у Београд постао члан Јединства (1937-38). Играо је и за загребачки ХАШК (1939-41), а током рата је прешао у СК Бату из Борова (1941-43). Играо је на позицији десног крила. Због напредних идеја ухапшен је 6. фебруара 1943. на железничкој станици у Винковцима и интерниран у нацистичке логоре Дахау и Маутхаузен.
После рата наставио је да игра у цетињском Ловћену (1946), сарајевском Жељезничару (1946) и титоградској Будућности (1947). Највише се истакао у београдском Партизану (1951) у коме је одиграно укупно 59 утакмица и постигао 27 голова. Каријеру је завршио у титоградској Будућности (1951-54) и цетињском Ловћену (1954-56).
Играо је једну утакмицу и постигао један гол за „Б“ тим Југославије (1949). За А репрезентацију Југославије играо је на три меча и постигао три гола. Наступио је двапут 1949. године против Израела (21. августа - 6:0 и 18. септембра - 5:2) и 30. октобра 1949. против Француске у Паризу (резултат 1:1).
Његова браћа, Никола и Божидар Пајевић, такође су били познати фудбалери.